# 120741 Iijimayuichi
120741 Iijimayuichi è un asteroide della fascia principale. Scoperto nel 1997, presenta un'orbita caratterizzata da un semiasse maggiore pari a 2,6153968 UA e da un'eccentricità di 0,2512923, inclinata di 4,78563° rispetto all'eclittica.